# Desa Cilengkrang (administrativ by i Indonesien, lat -6,89, long 107,73)
Desa Cilengkrang är en administrativ by i Indonesien.   Den ligger i provinsen Jawa Barat, i den västra delen av landet, 120 km sydost om huvudstaden Jakarta.